# Qué chingaos
«Qué Chingaos» es una canción perteneciente a la banda de Rock mexicana Cuca, la cual pertenece al disco La invasión de los blátidos. 
Esta canción fue una de las que también causó polémica con sus letras, aunque, si bien el tema principal sobre el que comenta es la pobreza y la falta de empleo, varias partes de sus letras muestran contenido sexual y doble sentido, pero aun así consiguió convertirse en otro de sus éxitos que siguen sonando hasta el día de hoy.
1. ↑  Fuera de México 'chingada' significa nada más que corriente, marea. Ver falso amigo.

- Datos: Q6095514